# مجيد حيدري
مجيد حيدري (بالفارسية: مجید حیدری) هو لاعب كرة قدم إيراني في مركز الدفاع، ولد في 13 يوليو 1982 في الري في إيران. لعب مع نادي باس همدان ونادي صبا قم ونادي فجر شهيد سباسي.